# Катодные лучи
Като́дные лучи́, также называемые «электронными пучками» — поток электронов, излучаемый катодом вакуумной трубки.

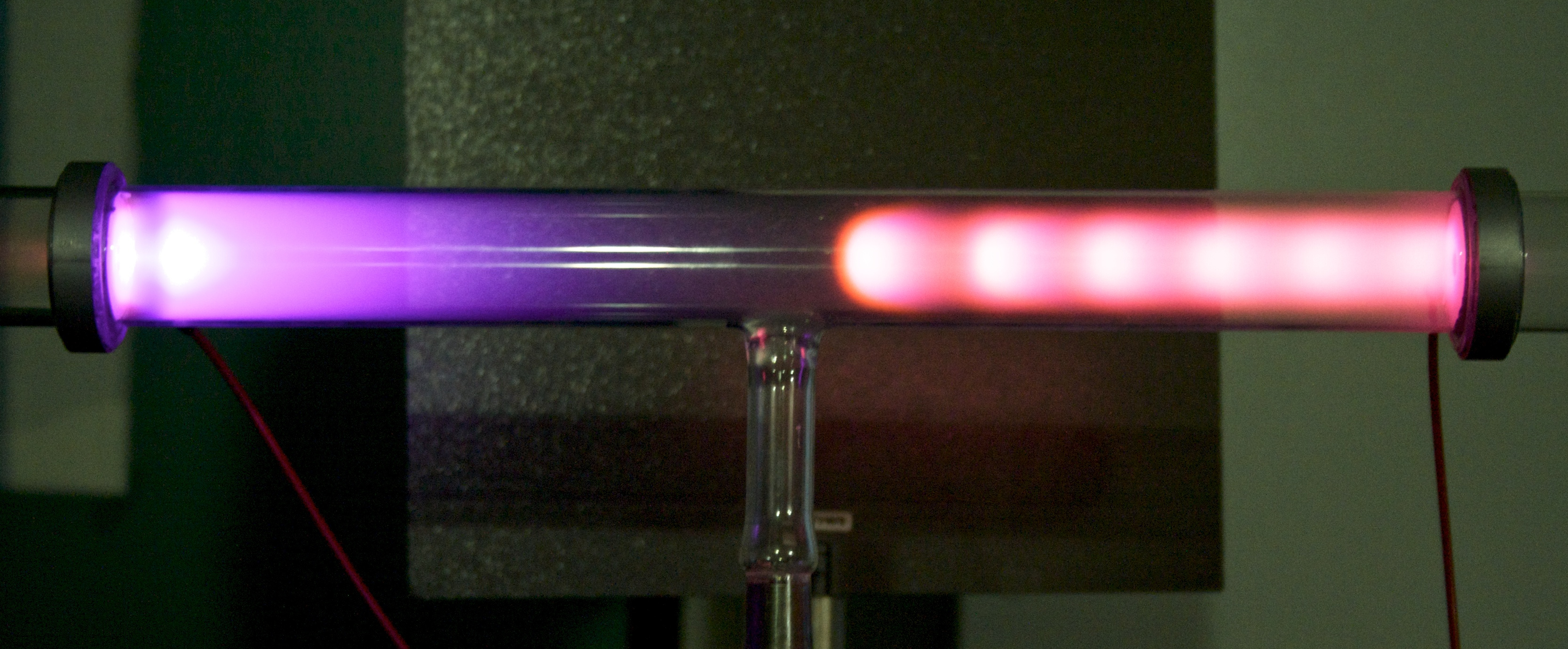
Тлеющий разряд в вакуумной трубке

## История
В 1854 году начались эксперименты с высоким напряжением в разрежённом воздухе. И было замечено, что искры пробегают заметно большее расстояние под вакуумом, в сравнении с обычными условиями.
Открыл катодные лучи Юлиус Плюккер в 1859 году. Также Плюккер наблюдал отклонение открытых им катодных лучей под действием магнита.

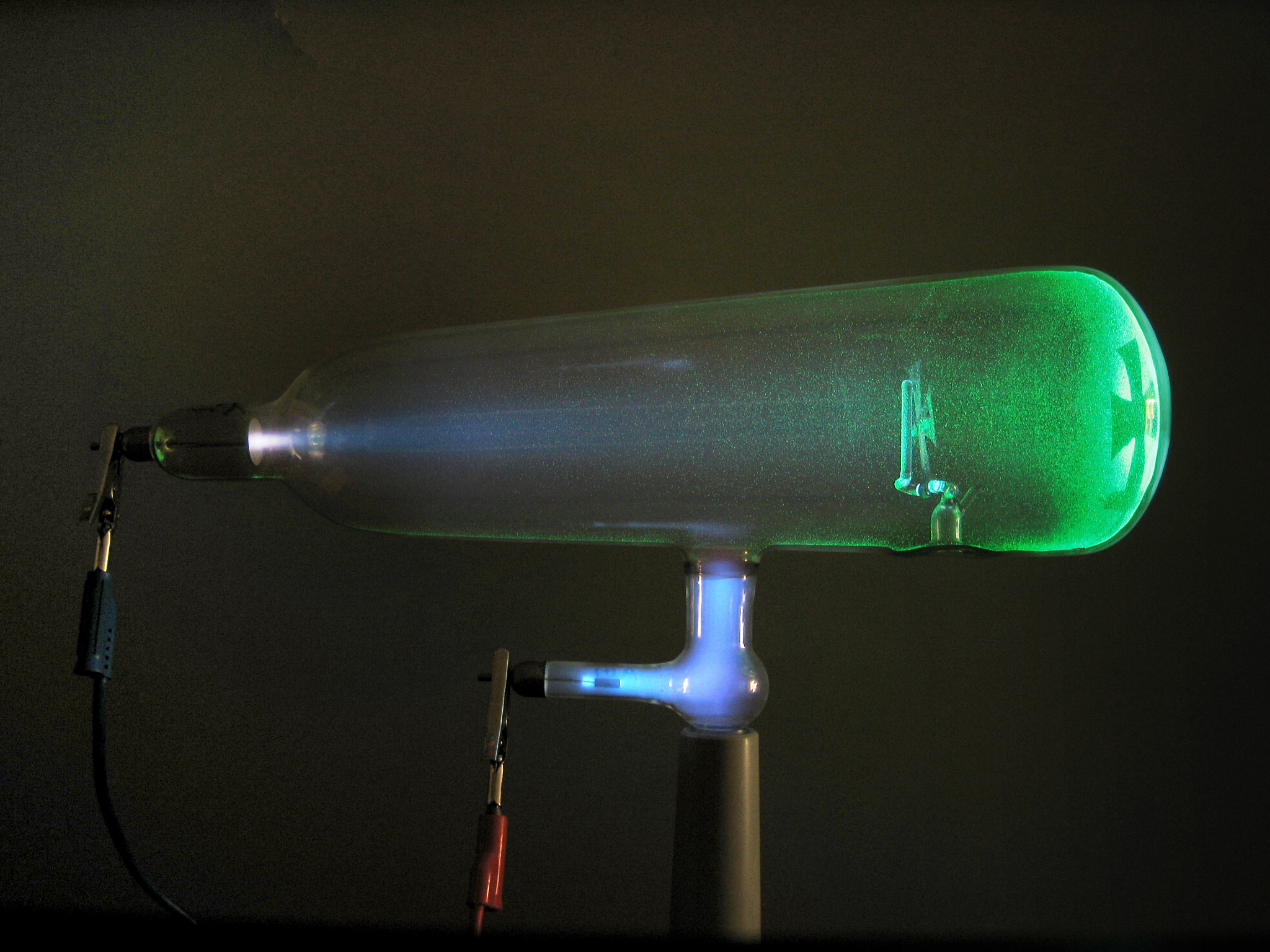
Электронно-лучевой прибор Уильяма Крукса

В 1879 году У. Крукс установил, что при отсутствии внешних электрических и магнитных полей катодные лучи распространяются прямолинейно, и понял, что они могут отклоняться магнитным полем. С помощью созданной им газоразрядной трубки он обнаружил, что, падая на некоторые кристаллические вещества (названные в дальнейшем катодолюминофорами), катодные лучи вызывают их свечение.
В 1897 году Дж. Томсон обнаружил, что катодные лучи отклоняются электрическим полем, измерил отношение заряда к массе для частиц, из которых они состоят, и назвал эти частицы электронами. В том же году Карл Ф. Браун на основе трубки У. Крукса сконструировал первую катодную, или электронно-лучевую, трубку.

## Описание катодных лучей
Катодные лучи состоят из электронов, ускоряемых в вакууме разностью потенциалов между катодом и анодом, то есть электродами, находящимися соответственно под отрицательным и положительным потенциалом относительно друг друга. Катодные лучи обладают кинетической энергией и способны придавать механическое движение, например, лопастям вертушки. Катодные лучи отклоняются под действием магнитного и/или электрического полей. Катодные лучи способны вызывать свечение люминофоров. Поэтому при нанесении люминофоров на внутреннюю поверхность прозрачной трубки, свечение можно видеть на внешней поверхности трубки. Этот эффект используется в вакуумных электронных приборах, например в электронно-лучевых трубках, электронных микроскопах, рентгеновских трубках и радиолампах.
Кинетическая энергия E катодных лучей вблизи анода (если между катодом и анодом отсутствуют какие-либо преграды) равна произведению заряда электрона e на межэлектродную разность потенциалов U: Е = eU. Например, если разность потенциалов равна 12 кВ, электроны приобретают энергию 12 килоэлектронвольт (кэВ).
Для возникновения катодных лучей необходим выход электронов из катода в межэлектродное пространство, который называется электронной эмиссией. Она может происходить в результате нагрева катода (термоэлектронная эмиссия), его освещения (фотоэлектронная эмиссия), электронного удара (вторичная электронная эмиссия) и т. д.
Хотя электроны катодных лучей быстро теряют энергию в плотном веществе, но сквозь достаточно тонкую стенку (доли мм) они могут проникать из вакуумной трубки в воздух, если ускоряющий потенциал достаточно высок (десятки киловольт). Пробег в воздухе катодных лучей с энергиями в десятки килоэлектронвольт ограничен несколькими сантиметрами.
В вакууме катодные лучи не видны, однако при взаимодействии с веществом они вызывают его радиолюминесценцию ввиду возбуждения атомных оболочек и высвечивания энергии атомом посредством фотонов, в том числе видимого света. В частности, при наличии остаточного газа в вакуумной трубке можно наблюдать его свечение (см. розовое свечение в трубке на фотографии ниже). Радиолюминесценция наблюдается также у вещества анода или других объектов, попадающих под пучок (например, стекла в торце трубки Крукса), и у воздуха при выводе катодных лучей за пределы трубки.
Катодные лучи используются в электронно-лучевых технологиях , например, созданный для напыления плёночных покрытий универсальный электронно-лучевой испаритель УЭЛИ-1, в электронной литографии, а также в промышленных ускорителях электронов. Электронно-лучевые технологии более экологичны, менее энергоёмки и практически безотходны. Применяются также в 3D-принтерах (Electron-beam melting, EBM, Послойный синтез электронным пучком), компания Arcam производит 3D-принтеры использующие электронный луч.

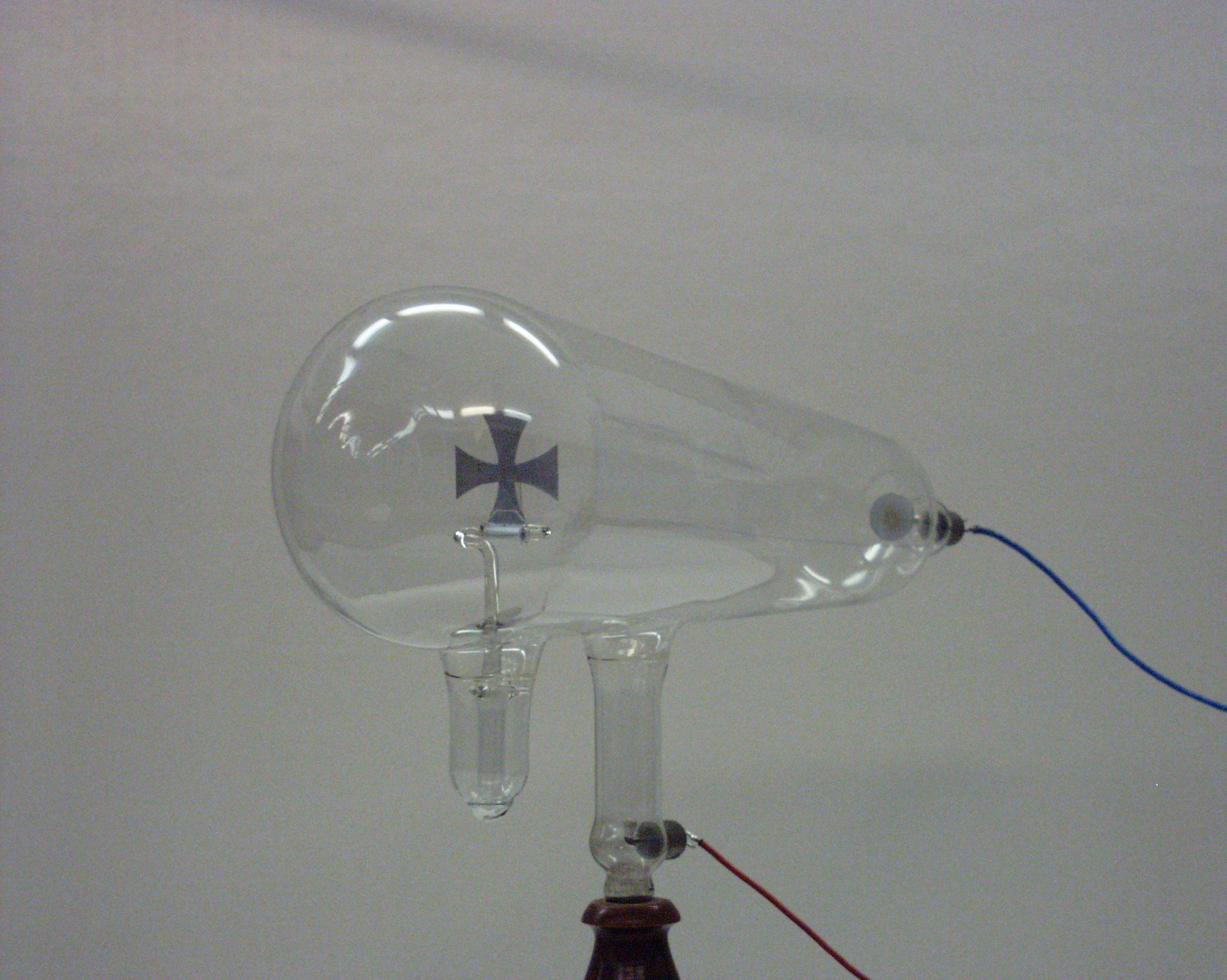
Трубка Крукса
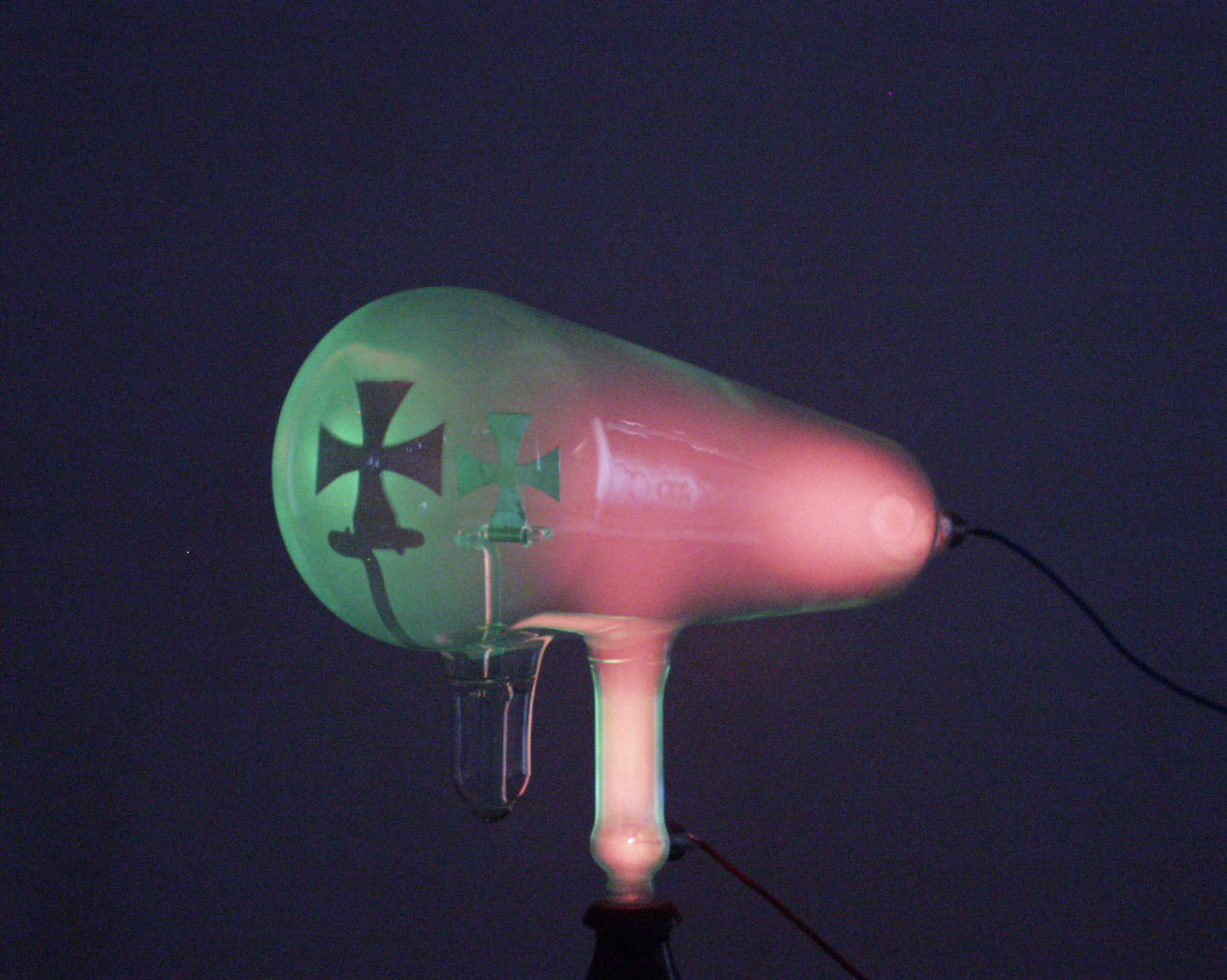
Трубка Крукса в работе
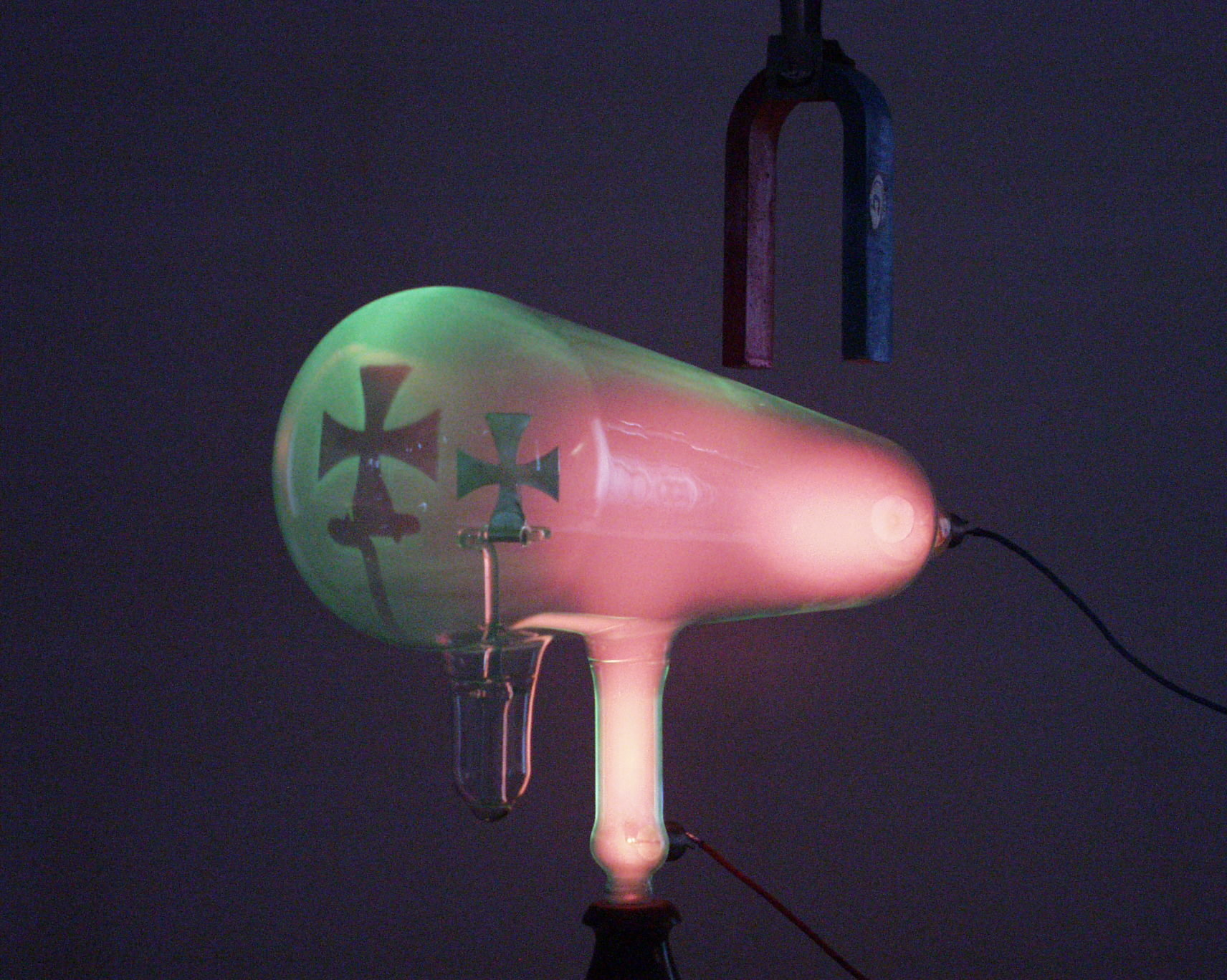
Катодный луч в магнитном поле
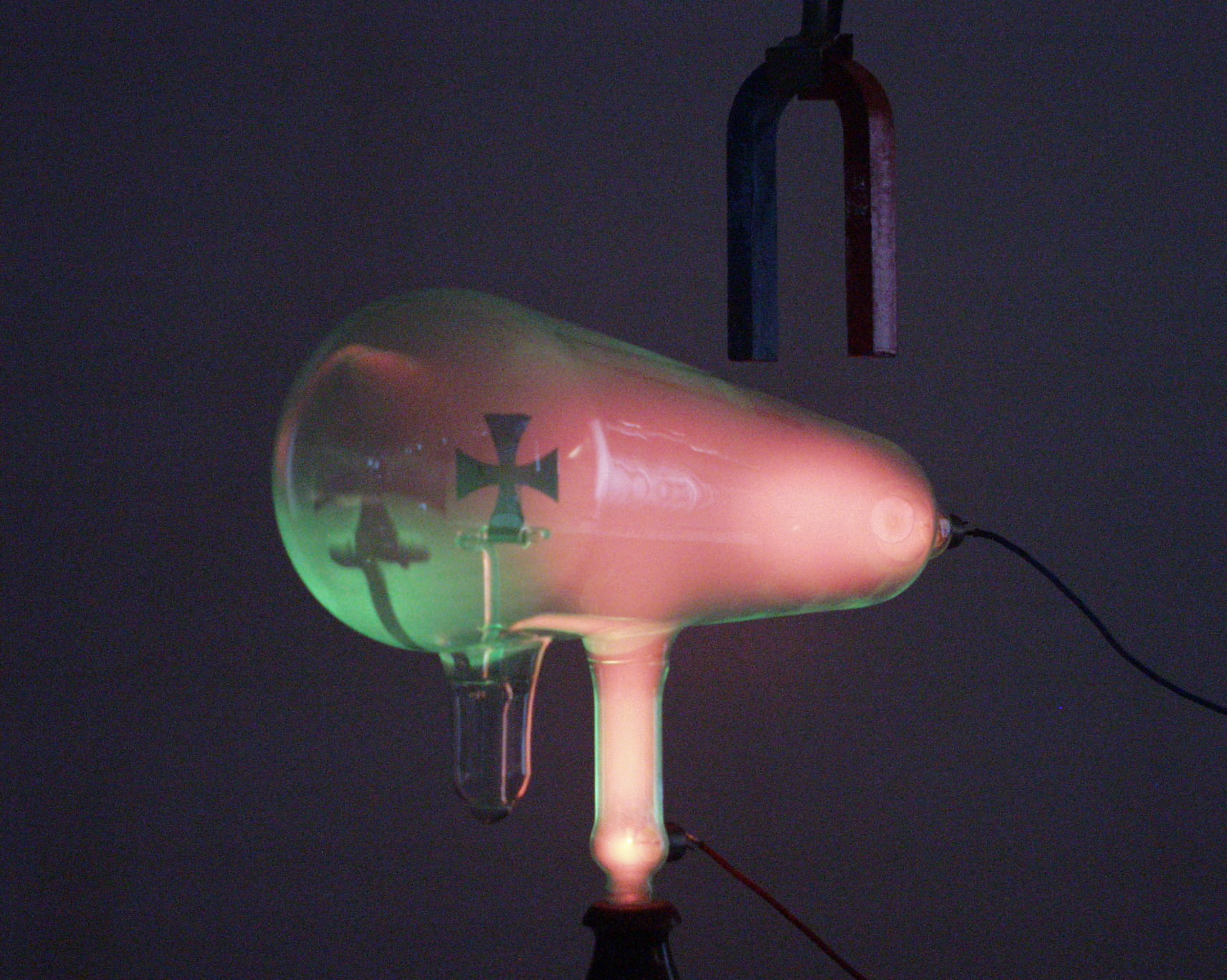
Катодный луч в магнитном поле